# Alamo (Indiana)
Alamo – miasto w Stanach Zjednoczonych, w stanie Indiana, w hrabstwie Montgomery.